# Neoarisemus ibericus
Neoarisemus ibericus és una espècie d'insecte dípter pertanyent a la família dels psicòdids que es troba a Europa: la península Ibèrica, incloent-hi els Monts Universals a les províncies de Conca i Terol.